# Claudia Roden
Claudia Roden (Cairo, 1936) é uma escritora de livros de receitas britânica nascida no Egito e antropóloga cultural de ascendência sefardita e mizrahi. Ela é mais conhecida como autora de livros de culinária do Médio Oriente, incluindo A Book of Middle Eastern Food, The New Book of Middle Eastern Food e Arabesque — Sumptuous Food from Morocco, Turkey and Lebanon.

## Primeiros anos
Filha de Cesar Elie Douek e sua esposa Nelly Sassoon,Roden nasceu em 1936 no Cairo, Reino do Egito. Seus pais eram de proeminentes famílias de comerciantes sírio-judeus que migraram de Aleppo no século anterior; ela cresceu em Zamalek, no Cairo, com dois irmãos, o cirurgião Ellis Douek e Zaki Douek.
Aos quinze anos de idade, ela foi campeã de natação, pela categoria nado costas, defendendo a seleção nacional do Egito.
Em 1953, ela foi para um colégio interno em Paris e, posteriormente, em Londres para estudar na Saint Martin's School of Art. Ela não retornou ao Egito por um quarto de século, bem depois de sua família e a maior parte da comunidade judaica do Cairo terem sido expulsas; muitos de seus livros refletem seu anseio pela cultura comunal próxima que foi perdida, especialmente como expressa nas artes culinárias e ocasiões sociais associadas a elas.

## Carreira

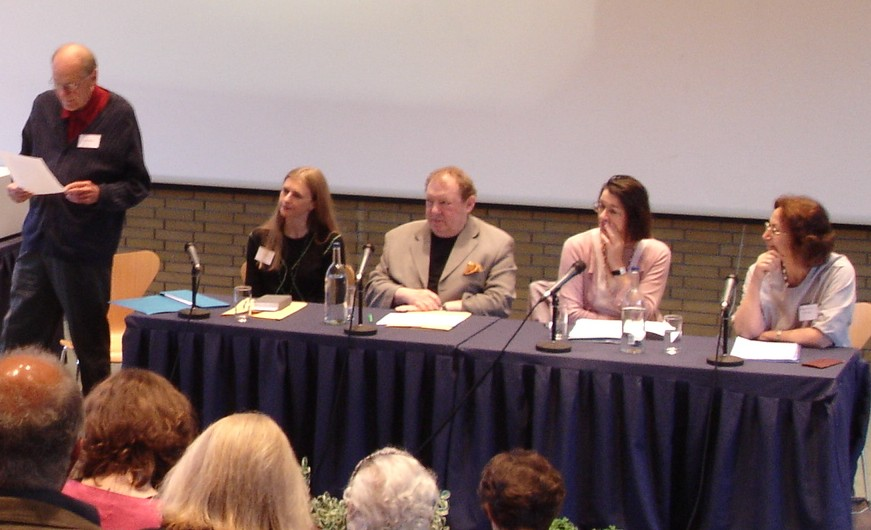
Claudia Roden (à direita) e Paul Levy (centro) entre os palestrantes do Simpósio Oxford, 2006

Além de seus inúmeros volumes de culinária, Roden também trabalhou como escritora de culinária e apresentadora de programas de culinária para a BBC.
Ela é co-presidente com Paul Levy do Simpósio Oxford de Alimentos e Culinária. Ela é membro honorário da Escola de Estudos Orientais e Africanos da Universidade de Londres.
Escritores de culinária e chefs como Melissa Clark e Yotam Ottolenghi atribuíram a ela um grande papel na introdução da comida do Egito em particular e do Médio Oriente em geral na Grã-Bretanha e nos Estados Unidos. Paul Levy a classifica com outros escritores de culinária como Elizabeth David, Julia Child, Jane Grigson e Sri Owen, que, a partir da década de 1950, "aprofundaram a conversa sobre comida para abordar questões de cultura, contexto, história e identidade". Seus muitos livros de receitas, escreve Clark, "produziram um gênero de obras que são ao mesmo tempo literárias e profundamente pesquisadas enquanto ainda são, no fundo, manuais práticos sobre como fazer refeições deliciosas".
Roden foi nomeada Comandante da Ordem do Império Britânico (CBE) nas Honrarias do Ano Novo de 2022 por serviços à cultura alimentar.

## Vida pessoal
Em 1959, casou-se com Paul Roden, importador de roupas, e se separaram após 15 anos.
Eles tiveram três filhos.
Ela mora em Hampstead Garden Suburb desde o início da década de 1970.

## Filantropia e prêmios
Roden é uma patrocinadora da instituição de caridade The Food Chain, em Londres, que trata da nutrição de pessoas com HIV. Em 1999, Roden foi homenageada com o Prêmio Prince Claus, do Prince Claus Fund, uma organização internacional de cultura e desenvolvimento com sede em Amsterdã, no Países Baixos.
Em 1997, Roden foi premiada com o Prêmio Nacional do Livro Judaico, na categoria Cultura e Costumes Sefarditas e Ashkenazic, pela obra The Book of Jewish Food.